# عنکبوت جهنده پشت‌قرمز
عنکبوت جهنده پشت قرمز(نام علمی: Phidippus johnsoni) نام یک گونه از تیره عنکبوت جهنده است.